# Imranur Rahman
Imranur Rahman (* 5. Juli 1993 in Sheffield) ist ein Leichtathlet britischer Herkunft, der sich auf den Sprint spezialisiert hat und seit November 2021 für Bangladesch startberechtigt ist. 2023 wurde er Hallenasienmeister über 60 Meter.

## Sportliche Laufbahn
Erste internationale Erfahrungen sammelte Imranur Rahman im Jahr 2022, als er bei den Hallenweltmeisterschaften in Belgrad das Semifinal im 60-Meter-Lauf erreichte. Im Juli qualifizierte er sich im 100-Meter-Lauf bei den Weltmeisterschaften in Eugene für die Hauptrunde, ging dort aber nicht mehr an den Start. Anschließend schied er bei den Commonwealth Games in Birmingham mit 10,46 s bereits in der ersten Runde aus und belegte dann bei den Islamic Solidarity Games in Konya in irregulären 10,17 s den sechsten Platz. Im Jahr darauf siegte er in 6,59 s über 60 Meter bei den Hallenasienmeisterschaften in Astana und gewann damit die erste Goldmedaille für Bangladesch in der Geschichte der Hallenasienmeisterschaften. Im Juli schied er dann bei den Asienmeisterschaften in Bangkok mit 10,40 s im Halbfinale über 100 Meter aus und im August schied er bei den Weltmeisterschaften in Budapest mit 10,41 s im Vorlauf aus. Ende September schied er dann bei den Asienspielen in Hangzhou mit 10,42 s im Semifinale aus. 2024 belegte er bei den Hallenasienmeisterschaften in Teheran in 6,67 s den vierten Platz über 60 Meter und anschließend schied er bei den Hallenweltmeisterschaften in Glasgow mit 6,70 s im Semifinale aus. Im August schied er bei den Olympischen Sommerspielen in Paris mit 10,72 s in der Vorausscheidungsrunde aus.
2022 wurde Rahman bangladeschischer Meister im 100-Meter-Lauf.

## Persönliche Bestleistungen
- 100 Meter: 10,11 s (+1,1 m/s), 3. September 2023 in London (Landesrekord)
  - 60 Meter (Halle): 6,59 s, 11. Februar 2023 in Astana (Landesrekord)